# جورج هيغينز
جورج هيغينز (25 ديسمبر 1868 - 19 أغسطس 1951 في المملكة المتحدة)  (بالإنجليزية: George Higgins)‏ هو لاعب كريكت بريطاني (وحمل سابقاً جنسية المملكة المتحدة لبريطانيا العظمى وأيرلندا).